# Ball Jacks
Ball Jacks (ボールジャックス?, Bōru Jakkusu) è un videogioco d'azione del 1993 per Sega Mega Drive.

## Modalità di gioco
Il giocatore prende parte ad un gioco futuristico all'interno di un torneo estremamente competitivo. Dei granchi robot sono controllati da due persone il cui unico fine è guadagnare denaro e accrescere la propria fama. C'è un nastro trasportatore alle loro spalle e lancia loro delle sfere di metallo. L'obbiettivo è catturare tutte le sfere appartenenti all'avversario e impedirgli di recuperarle finché non finisce il tempo. Le sfere possono essere anche fatte cadere dalle braccia meccaniche dell'avversario. I granchi danneggiati devono tornare ai box per una rapida riparazione e manutenzione.
Ci sono varie modalità: un campionato mondiale, affrontando avversari sempre più forti, una multigiocatore competitiva, una allenamento e una prova a tempo, in cui il limite di tempo è l'unico avversario.

## Accoglienza
Il gioco venne accolto negativamente, Andy Dyer, per la rivista Mega, ne criticò grafica, sonoro, gameplay e longevità.